# Costanza II di Sicilia
Costanza II di Sicilia, anche Costanza di Svevia, o ancora Costanza di Hohenstaufen, (Catania, 1249 – Barcellona, 9 aprile 1302), figlia del re di Sicilia Manfredi di Hohestaufen (figlio naturale dell'imperatore Federico II) e di Beatrice di Savoia, fu moglie di Pietro III e regina consorte di Aragona (1276-1285) e, dopo l'intervento aragonese durante i Vespri siciliani, regina di Sicilia (1282-1285) unitamente al marito, poi, lasciata la corona al figlio Giacomo I, regina madre.
La Chiesa cattolica la venera come beata.
Costanza II di Sicilia non va confusa con Costanza d'Altavilla, sua bisavola in quanto madre di Federico II.

## Biografia

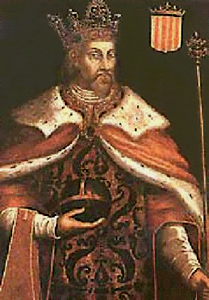
Pietro III d'Aragona, marito di Costanza

Il 15 luglio 1262 a Montpellier Costanza sposò l'infante Pietro III d'Aragona, figlio di Giacomo I il Conquistatore (re d'Aragona, di Valencia e Maiorca e conte di Barcellona, Gerona, Osona, Besalú, Cerdanya e di Rossiglione, signore di Montpellier e Carladès) e di Violante, figlia del re di Ungheria Andrea II e della principessa di Costantinopoli, Iolanda di Courtenay. Il cronista Raimondo Muntaner riferisce che Costanza (la fille de Mainfroi roi de Sicile, Constance) sposò l'erede al trono d'Aragona, Pietro (le seigneur infant Pierre) e che Costanza aveva 14 anni.
Nel 1266, il padre, Manfredi di Sicilia, nella battaglia di Benevento contro Carlo I d'Angiò, oltre che il regno perse la vita, mentre le più influenti famiglie siciliane come i Lauria, i Lanza (la famiglia della nonna di Costanza, Bianca) e i Procida si rifugiarono in Aragona.
Dopo la morte del cugino Corradino, nel 1268, Costanza come unica e legittima discendente della casata sveva, cercò di riprendere possesso del Regno di Sicilia spingendo il marito Pietro a intervenire nelle vicende del regno di Sicilia.
Nel 1276 Costanza, insieme al marito, fu incoronata regina consorte d'Aragona a Saragozza.
Pietro III, che mirava a riconquistare per la moglie il regno di Sicilia e aveva contatti con la nobiltà che era scontenta della dominazione angioina, nel 1281 promosse una crociata contro i territori musulmani del Nordafrica e, senza aver ottenuto né l'approvazione né i soldi chiesti a papa Martino IV, nel giugno del 1282 sbarcò in Barberia, non lontano da Tunisi.
A seguito dell'insurrezione dei Vespri Siciliani della primavera del 1282, Costanza indusse il marito Pietro a intervenire al fianco dei siciliani. Pietro accettò e in agosto sbarcò a Trapani, con 600 armigeri e 8 000 almugaveri (fanteria da guerriglia che sarebbe divenuta famosa per coraggio e crudeltà). Carlo I d'Angiò, che il 25 luglio aveva messo l'assedio a Messina, dopo lo sbarco aragonese tentò un ultimo vano assalto alla suddetta città e poi si ritirò. Pietro occupò di lì a poco tutto il resto dell'isola. L'incoronazione come Sovrani di Sicilia avvenne a Palermo il 30 agosto del 1282.

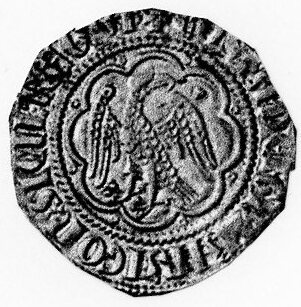
Moneta del regno di Pietro III e di Costanza II di Sicilia
(Messina 1383, aquila sveva)

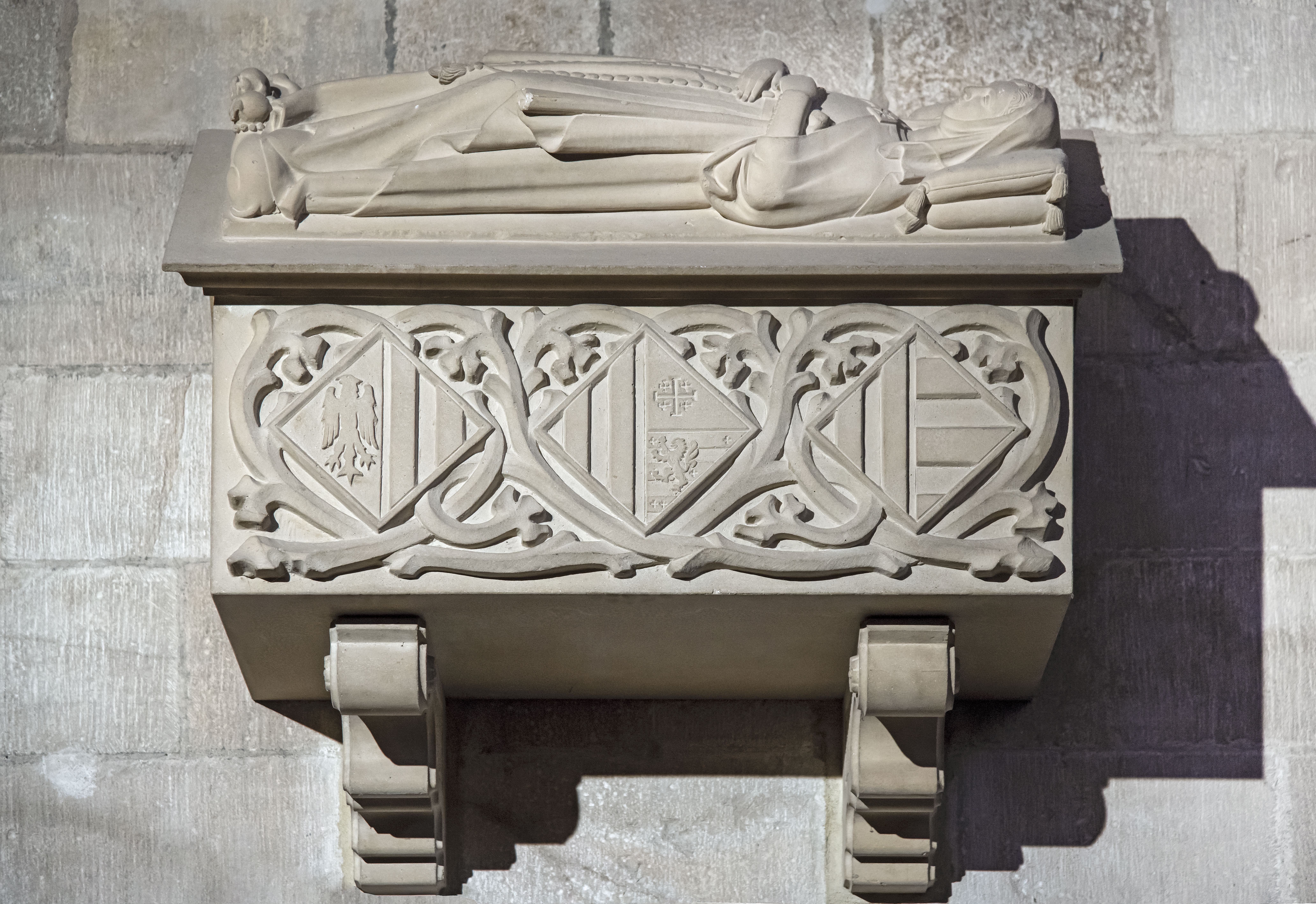
Cattedrale di Barcellona: sarcofago della regina Costanza II

Nella primavera del 1283 Costanza sbarcò a Trapani, insieme ai figli e incontrò il marito a Messina. Fu l'ultimo loro incontro.
Pietro infatti, nel maggio di quell'anno, dopo essere stato scomunicato e dichiarato decaduto dal trono d'Aragona per volere del papa Martino IV, rientrò a Barcellona lasciando il governo della Sicilia alla moglie Costanza.
La regina, donna intelligente e mite, ebbe dei contrasti con la baronessa Macalda di Scaletta, moglie del gran giustiziere Alaimo di Lentini, uno dei protagonisti dei Vespri: la spregiudicata e volitiva nobildonna pretendeva di primeggiare anche sulla sovrana.
Dopo la morte del marito (1285) Costanza continuò a occuparsi della Sicilia, per conto del figlio Giacomo, che affiancò come reggente, incoronato poi re di Sicilia nel febbraio del 1286.
Ma il 19 giugno del 1291, il figlio maggiore Alfonso III morì improvvisamente lasciando l'Aragona, Valencia, la Catalogna ed il governo di Maiorca a Giacomo e disponendo che la Sicilia andasse al terzo fratello Federico. Giacomo divenne sovrano della corona d'Aragona, si fece incoronare a Saragozza nel mese di luglio, ma si tenne il regno di Sicilia. 
Il fratello Federico fu inviato in Sicilia solo come luogotenente del re, dove raggiunse la madre, che si ritirò nel monastero delle clarisse da lei fondato a Messina.
Dopo il Trattato di Anagni del 1295 che prevedeva la riconsegna della Sicilia al papa, Federico rifiutò e il 25 marzo 1296 nella Cattedrale di Palermo fu incoronato re di Sicilia, riavviando le guerre del Vespro contro gli angioini, mentre Giacomo concluse la pace con i francesi e abbandonò la Sicilia al fratello Federico. Costanza, lasciando in Sicilia il figlio prediletto, e recandosi nel febbraio 1297 a Roma. Lì assistette alle nozze di sua figlia Violante con Roberto d'Angiò, nipote del nemico Carlo I e re di Napoli, con la speranza di una duratura pace tra le due dinastie regnanti. Nel 1299 tornò in Spagna e decise, secondo un suo personale desiderio, di dedicarsi alla meditazione e alla vita religiosa ritirandosi  nella clausura di un convento di monache clarisse, dove trascorse gli ultimi anni della propria esistenza.
Costanza morì a Barcellona il 9 aprile 1302 e fu tumulata nel Convento de San Francisco de Barcelona, dove era già sepolto il figlio, Alfonso III. Dal 1852 le spoglie di Costanza riposano nella cappella dei Santi Innocenti della cattedrale di Barcellona, per volere della regina Isabella II di Spagna.

## Ascendenza
|                        |                     |                       | Genitori                |  |  | Nonni |  |  | Bisnonni            |  |  | Trisnonni           |  |
|                        |                     |                       |                         |  |  |       |  |  | Enrico VI di Svevia |  |  | Federico Barbarossa |  |
|                        |                     |                       |                         |  |  |       |  |  | Enrico VI di Svevia |  |  | Federico Barbarossa |  |
|                        |                     | Beatrice di Borgogna  |                         |  |  |       |  |  | Enrico VI di Svevia |  |  |                     |  |
| Federico II di Svevia  |                     |                       |                         |  |  |       |  |  | Enrico VI di Svevia |  |  |                     |  |
|                        |                     | Costanza d'Altavilla  | Ruggero II di Sicilia   |  |  |       |  |  |                     |  |  |                     |  |
|                        |                     | Costanza d'Altavilla  | Ruggero II di Sicilia   |  |  |       |  |  |                     |  |  |                     |  |
|                        |                     | Costanza d'Altavilla  | Beatrice di Rethel      |  |  |       |  |  |                     |  |  |                     |  |
| Manfredi di Sicilia    |                     | Costanza d'Altavilla  |                         |  |  |       |  |  |                     |  |  |                     |  |
|                        |                     | Bonifacio I d'Agliano | …                       |  |  |       |  |  |                     |  |  |                     |  |
|                        |                     | Bonifacio I d'Agliano | …                       |  |  |       |  |  |                     |  |  |                     |  |
|                        |                     | Bonifacio I d'Agliano | …                       |  |  |       |  |  |                     |  |  |                     |  |
| Bianca Lancia          |                     | Bonifacio I d'Agliano |                         |  |  |       |  |  |                     |  |  |                     |  |
|                        |                     | Bianca Lancia         | Manfredo I Lancia       |  |  |       |  |  |                     |  |  |                     |  |
|                        |                     | Bianca Lancia         | Manfredo I Lancia       |  |  |       |  |  |                     |  |  |                     |  |
|                        |                     | Bianca Lancia         | …                       |  |  |       |  |  |                     |  |  |                     |  |
| Costanza II di Sicilia |                     | Bianca Lancia         |                         |  |  |       |  |  |                     |  |  |                     |  |
|                        | Tommaso I di Savoia | Umberto III di Savoia |                         |  |  |       |  |  |                     |  |  |                     |  |
|                        | Tommaso I di Savoia | Umberto III di Savoia |                         |  |  |       |  |  |                     |  |  |                     |  |
|                        | Tommaso I di Savoia | Beatrice di Mâcon     |                         |  |  |       |  |  |                     |  |  |                     |  |
| Amedeo IV di Savoia    | Tommaso I di Savoia |                       |                         |  |  |       |  |  |                     |  |  |                     |  |
|                        |                     | Margherita di Ginevra | Guglielmo I di Ginevra  |  |  |       |  |  |                     |  |  |                     |  |
|                        |                     | Margherita di Ginevra | Guglielmo I di Ginevra  |  |  |       |  |  |                     |  |  |                     |  |
|                        |                     | Margherita di Ginevra | Beatrice di Faucigny    |  |  |       |  |  |                     |  |  |                     |  |
| Beatrice di Savoia     |                     | Margherita di Ginevra |                         |  |  |       |  |  |                     |  |  |                     |  |
|                        |                     | Ugo III di Borgogna   | Oddone II di Borgogna   |  |  |       |  |  |                     |  |  |                     |  |
|                        |                     | Ugo III di Borgogna   | Oddone II di Borgogna   |  |  |       |  |  |                     |  |  |                     |  |
|                        |                     | Ugo III di Borgogna   | Maria di Blois          |  |  |       |  |  |                     |  |  |                     |  |
| Margherita di Borgogna |                     | Ugo III di Borgogna   |                         |  |  |       |  |  |                     |  |  |                     |  |
|                        |                     | Beatrice d'Albon      | Ghigo V d'Albon         |  |  |       |  |  |                     |  |  |                     |  |
|                        |                     | Beatrice d'Albon      | Ghigo V d'Albon         |  |  |       |  |  |                     |  |  |                     |  |
|                        |                     | Beatrice d'Albon      | Beatrice del Monferrato |  |  |       |  |  |                     |  |  |                     |  |
|                        |                     | Beatrice d'Albon      |                         |  |  |       |  |  |                     |  |  |                     |  |

## Culto
Molto devota al francescanesimo la principessa nel 1266 fondò il monastero di Santa Chiara di Huesca: nel 1294 ne farà costruire un altro a Messina, dove professò la regola di santa Chiara.
La Chiesa cattolica la venera come beata e a Barcellona viene ricordata il 17 luglio.

## Costanza nella Divina Commedia
Nella Divina Commedia Dante cita Costanza di Hohenstaufen, nel Terzo canto del Purgatorio, incontrando suo padre Manfredi, con le altre anime degli scomunicati, che vagano ai piedi della montagna del Purgatorio, fuori dai cancelli del Purgatorio, nel primo ripiano dell'antipurgatorio, chiamandola la «buona Costanza».
nepote di Costanza imperadrice;

ond'io ti priego che, quando tu riedi,

vadi a mia bella figlia, genitrice

de l'onor di Cicilia e d'Aragona,

e dichi 'l vero a lei, s'altro si dice.

...

Vedi oggimai se tu mi puoi far lieto,

revelando a la mia buona Costanza

come m' hai visto, e anco esto divieto;

ché qui per quei di là molto s'avanza".»
(Dante Alighieri, Divina Commedia, Purg. c. III, vv. 112-117 e 142-145)

## Discendenza
Dall'unione con Pietro nacquero sei figli:
- Alfonso (1265-1291), detto "il Liberale", fu re di Aragona;
- Giacomo (1267-1327), detto "il Giusto", fu re di Sicilia e re di Aragona;
- Isabella (1271- 1336), detta "la Santa", fu regina di Portogallo;
- Federico (1272-1337), fu re di Sicilia e re di Trinacria;
- Violante (1273-1302), sposata nel 1297 con Roberto d'Angiò;
- Pietro (1275-1296), fu principe d'Aragona e di Sicilia.